# Heliothela atralis
Heliothela atralis là một loài bướm đêm trong họ Crambidae.